# Liste von Künstlerkolonien in Europa
Dies ist eine Liste von Künstlerkolonien in Europa:

## Belgien
- Tervuren
- Sint-Martens-Latem
- Mol
- Knokke

## Dänemark
- Skagen: Skagen-Maler
- Ekensund: Künstlerkolonie Ekensund
- Nymindegab: Nymindegab Maler

## Deutschland
- Ahrenshoop auf der Halbinsel Fischland-Darß-Zingst
- Berlin Berlin-Wilmersdorf
- Betzinger Künstlerkolonie
- Brannenburg in Bayern: Brannenburger Künstlerkolonie
- Carlshöhe in Eckernförde, Schleswig-Holstein[1][2]
- Dachau in Bayern: Künstlerkolonie Dachau
- Darmstadt in Hessen: Darmstädter Künstlerkolonie
- Dötlingen in Niedersachsen: Künstlerkolonie Dötlingen
- Ferch bei Berlin
- Gothmund bei Lübeck in Schleswig-Holstein
- Grötzingen (Karlsruhe) in Baden: Grötzinger Malerkolonie
- Halfmannshof in Gelsenkirchen
- Heikendorf in Schleswig-Holstein: ehemalige Künstlerkolonie Heikendorf, heute Künstlermuseum Heikendorf

- Hiddensee in Vorpommern: z. B.: „Hiddensoer Künstlerinnenbund“

- Holzhausen am Ammersee: Künstlerkolonie Holzhausen am Ammersee
- Höri (Bodensee) in Baden, Halbinsel: „Höri-Künstler“
- Kevelaer am Niederrhein
- Kleinsassen in Hessen: Malerkolonie Kleinsassen
- Kronberg im Taunus in Hessen: Kronberger Malerkolonie
- Murnau am Staffelsee: Murnauer Zeit, Wassily Kandinsky u. a.
- Prien am Chiemsee in Bayern: Freie Vereinigung Chiemgauer Künstler, Künstlergruppe Welle
- Schwaan in Mecklenburg: Künstlerkolonie Schwaan
- Schwalenberg in Nordrhein-Westfalen: Malerstadt Schwalenberg
- Weißenseifen in der Eifel: Maler und Bildhauer
- Willingshausen in Hessen: Willingshäuser Malerkolonie, älteste Künstlervereinigung in Europa
- Worpswede in Niedersachsen: Künstlerkolonie Worpswede, Heimat bedeutender Künstler des Jugendstils, Impressionismus und Expressionismus

## Frankreich
- Barbizon
- Honfleur
- Fontainebleau
- Auvers-sur-Oise
- Lagny-sur-Marne
- Grez-sur-Loing
- Moret-sur-Loing
- Cagnes-sur-Mer
- Giverny

## Finnland
- Önningeby

## Großbritannien
- St Ives (Cornwall)
- Newlyn

## Italien
- Anacapri
- Anticoli Corrado
- Capri

## Litauen
- Nida (Litauen)/Nidden

## Niederlande
- Domburg
- Oosterbeek
- Kortenhoef
- Katwijk
- Scheveningen
- Bergen (Noord-Holland)
- Laren (Noord-Holland)

## Norwegen
- Balestrand

## Österreich
- Graz

## Polen
- Szklarska Poręba/Schreiberhau: Künstlerkolonie Schreiberhau
- Kazimierz
- Zakopane

## Rumänien
- Baia Mare/Nagybánya

## Russland
- Abramcevo
- Talaschkino

## Schweden
- Arvika in der Provinz Värmland, benannt nach dem See Racken: Rackengruppen

## Schweiz
- Monte Verità bei Ascona im Kanton Tessin, benannt nach dem Hügel Monte Verità

## Ungarn
- Szentendre
- Gödöllö
- Szolnok
- Hódmezővásárhely
- Nemzetközi Kerámia Stúdió in Kecskemét